# 에미나 야호비치

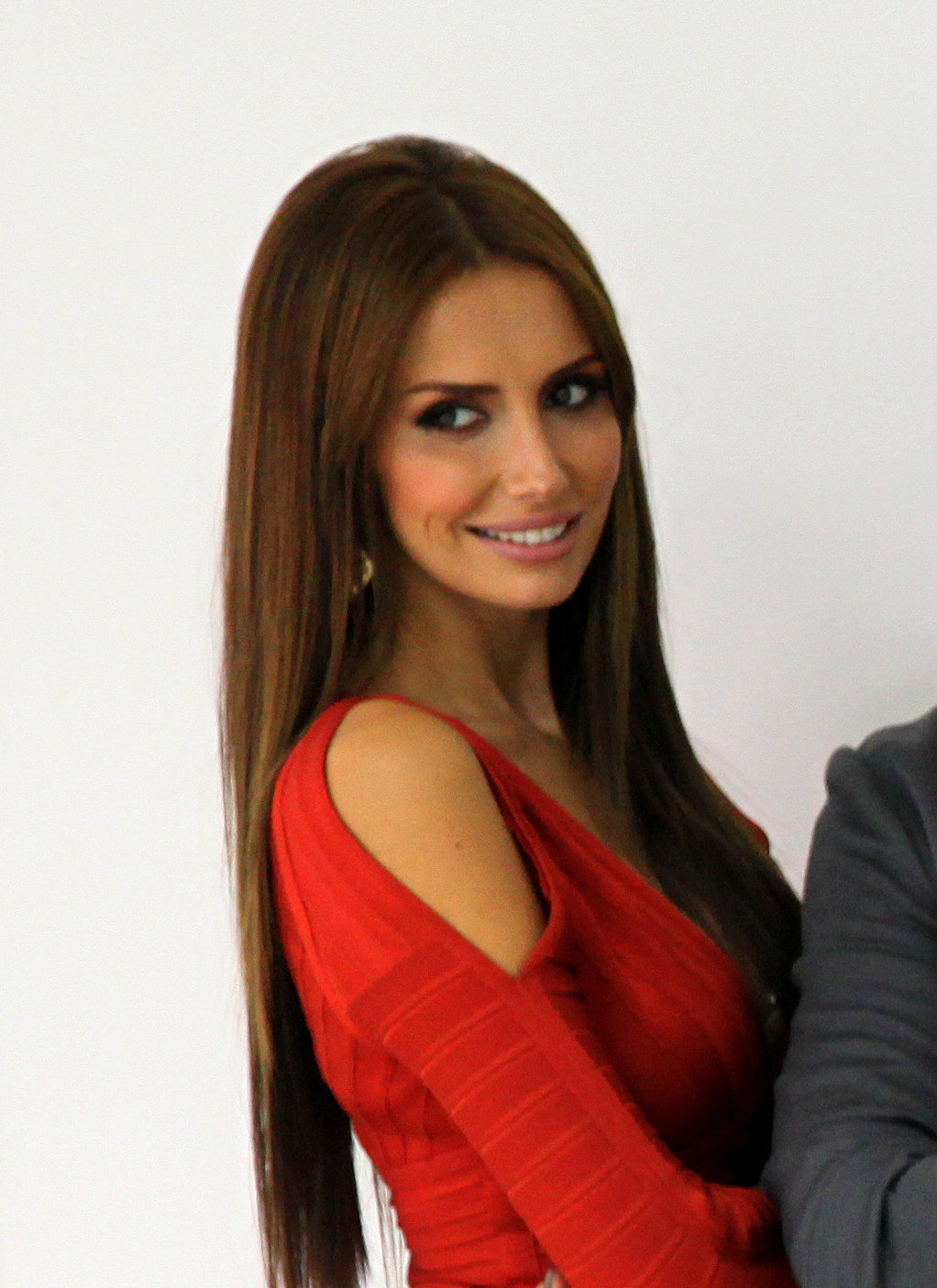
2013년 모습

에미나 야호비치(세르비아어: Емина Јаховић / Emina Jahović, 1982년 1월 15일 ~ )는 보슈냐크인 태생의 세르비아-터키계 싱어송라이터, 배우, 사업가이다. 노비파자르에서 태어나 자랐으며 여러 음악제를 통해 유명해졌다. 야호비치는 2002년 데뷔 음반을 발매했으나 2008년에 세 번째 레코드 Vila를 통해 상업적인 성공을 거두었다. 별칭은 "팝의 공주"(pop princeza)이다.
2008년부터 2018년 사이 가수 무스타파 샌달과 결혼하여 2명의 아들이 있다.

## 디스코그래피
스튜디오 음반
- Tačka (2002)
- Radije ranije (2005)
- Vila (2009)
- Metamorfoza (2014)
- Dalje (2018)